# Dalila Rugama
Olivia Dalila Rugama Carmona (* 9. April 1984 in Managua) ist eine nicaraguanische Leichtathletin, die im Speerwurf sowie im Kugelstoßen antritt.

## Sportliche Laufbahn
Erste internationale Erfahrungen sammelte Dalila Rugama 2001 bei den Zentralamerika- und Karibikmeisterschaften (CAC) in Guatemala-Stadt, bei denen sie mit einer Weite von 42,19 m die Bronzemedaille hinter der Bahamaierin Laverne Eve und Nora Aída Bicet aus Kuba gewann. Im Jahr darauf belegte sie bei den Ibero-Amerikanischen Meisterschaften ebendort mit 43,52 m Rang acht und schied bei den Juniorenweltmeisterschaften in Kingston mit 41,97 m in der Qualifikation aus, ehe sie bei den Zentralamerika- und Karibikspielen in San Salvador mit 44,91 m auf den vierten Platz gelangte. 2003 gewann sie bei den CAC-Meisterschaften in St. George’s mit 47,40 m erneut die Bronzemedaille und musste sich erneut der Bahamaierin Eve und Kateema Riettie aus Jamaika geschlagen geben. Bei den Panamerikanischen Juniorenmeisterschaften in Bridgetown gewann sie mit 48,61 m ebenfalls die Bronzemedaille und wurde anschließend bei ihren ersten Panamerikanischen Spielen in Santo Domingo mit einem Wurf auf 44,50 m Neunte. 2004 durfte sie dank einer Wildcard erstmals an den Olympischen Spielen in Athen teilnehmen, schied dort aber mit 51,42 m bereits in der Qualifikation aus, ehe sie bei den CAC-Meisterschaften in Managua mit 51,76 m die Goldmedaille gewann.
2005 siegte sie mit 50,35 m bei den Zentralamerikameisterschaften in San José und bei den Zentralamerikaspielen 2006 in Managua siegte sie mit 49,48 m im Speerwurf sowie mit 11,09 m auch im Kugelstoßen. Anschließend belegte sie bei den U23-NACAC-Meisterschaften in Santo Domingo mit 49,31 m Rang fünf und wurde bei den CAC-Spielen in Cartagena mit einer Weite von 53,05 m Sechste. 2007 verteidigte sie bei den Zentralamerikaspielen in San José mit 52,10 m erfolgreich ihren Titel und klassierte sich im Anschluss bei den Panamerikanischen Spielen in Rio de Janeiro mit 52,36 m auf dem siebten Platz, ehe sie bei den Weltmeisterschaften in Osaka mit 53,22 m in der Qualifikation ausschied. Im Jahr darauf erreichte sie bei den CAC-Meisterschaften in Cali mit 52,83 m Rang fünf und 2010 siegte sie bei den Zentralamerikameisterschaften in Guatemala-Stadt mit einer Weite von 46,84 m. 2011 gelangte sie bei ihren dritten Panamerikanischen Spielen in Guadalajara mit 46,82 m auf den 14. Platz und 2012 siegte sie ein weiteres Mal bei den CAC-Meisterschaften in Managua mit 48,59 m.
Auch 2013 konnte sie bei den Zentralamerikameisterschaften in Managua mit 50,61 m die Goldmedaille gewinnen und 2015 verteidigte sie diesen Titel ebendort mit 48,65 m und im Anschluss gelang ihr bei den Panamerikanischen Spielen in Toronto kein einziger gültiger Versuch. 2016 siegte sie bei den CAC-Meisterschaften in Managua San Salvador mit 48,00 m und wurde im Kugelstoßen mit 10,17 m Neunte. Im Jahr darauf siegte sie bei den Zentralamerikameisterschaften in Tegucigalpa mit 48,51 m im Speerwurf und musste sich im Kugelstoßen mit 12,29 m mit der Silbermedaille begnügen. Anschließend siegte sie auch bei den Zentralamerikaspielen in Managua mit 53,47 m und gewann mit der Kugel mit einem Stoß auf 12,89 m die Bronzemedaille hinter Naomi Smith Wint aus Costa Rica sowie Aixa Middleton aus Panama. 2018 siegte sie bei den Zentralamerikameisterschaften in Guatemala-Stadt mit 12,91 m im Kugelstoßen sowie mit 47,93 m auch im Speerwurf. Anschließend belegte sie bei den Zentralamerika- und Karibikspielen in Barranquilla mit 50,30 m den vierten Platz. Im Jahr darauf siegte sie erneut bei den Zentralamerikameisterschaften in Managua mit 13,63 m und 51,59 m und wurde bei den Panamerikanischen Spielen in Lima mit 47,66 m 14.

## Persönliche Bestleistungen
- Kugelstoßen: 13,63 m, 22. Juni 2019 in Managua (nicaraguanischer Rekord)
- Speerwurf: 55,28 m, 10. Mai 2007 in Caracas (nicaraguanischer Rekord)